# Las pirañas
Las pirañas, que també fou exhibida com La boutique, és una pel·lícula coproducció de l'Argentina i Espanya dirigida per Luis García Berlanga segons el seu propi guió escrit en col·laboració amb Rafael Azcona que es va estrenar el 19 d'octubre de 1967 i que va tenir com a protagonistes a Sonia Bruno, Rodolfo Bebán, Ana María Campoy i Osvaldo Miranda.

## Sinopsi
Ricardo, home de negocis, té èxit amb les dones, es comporta com un «play-boy», de tal manera que la seva esposa, Carmen, a la qual a penes fa cas, no té més remei que buscar comprensió i ajuda en la seva pròpia mare, metgessa de professió. Aquesta li proposa que canviï i intenti provocar l'interès del seu marit inventant-se una greu malaltia que li causarà la mort en breu, amb la qual cosa Ricardo –que ja veu l'horitzó de la seva llibertat i la substanciosa herència– es dedica a acaronar-la i donar-li tots els capritxos. Mitjançant aquest pla i una lleugera infidelitat amb un amic, Carmen aconsegueix l'interès del seu marit. Tots dos entren en una dinàmica de jocs que acaba quan Ricardo s'assabenta que tot era un engany i que haurà de carregar amb la seva dona tota la vida. Llavors decideix preparar l'assassinat de Carmen per fuita de gas. Proveït d'una màscara antigàs exagerada, l'espera darrere de la porta del pis comú quan ella torna de passejar al gos. L'assassinat està perfectament planejat, però Carmen no troba la clau i ha de prémer el timbre, la qual cosa fa esclatar el gas.

## Repartiment
- Sonia Bruno...	Carmen
- Rodolfo Bebán...	Ricardo
- Ana María Campoy	 ...	Luisa Fuentes
- Osvaldo Miranda...	Jose Martinez
- Marilina Ross	 ...	Piti
- Juan Carlos Altavista...	Mariano
- Darío Vittori
- Javier Portales	 ...	Rafael Gardel
- Paula Marciel
- Juan Carlos Calabró
- Dorys del Valle	 ...Cristina
- Alfonso Estela
- Mario Savino
- Lily Vicet
- Emilio Losada
- Perla Caron
- Susana Sisto
- Pacheco Fernández
- Susana Decarli
- Reina del Carmen
- Linda Peretz
- Lautaro Murúa...	Carlos
- Luis García Berlanga	 ...	Espectador en cinema

## Comentarios
El Heraldo del Cinematografista va escriure:
| « | ”Impossible rastrejar els talents narratius de Berlanga i Azcona. No hi ha una atmosfera ni defineix la distorsió negre-humorística dels personatges ni li dona la seva raó de ser en el temps (avui) i lloc (Buenos Aires) en què els situa”. | » |

A Correo de la Tarde va escriure C. R. Martí:
| « | ”Delicada comèdia de caràcter festiu…tot ben dit i exposat de manera gens vulgar, exclòs per complet el xaró i indolent”. | » |